# Ännu mera jag - Lars Demians bästa
Ännu mera jag - Lars Demians bästa är ett samlingsalbum av den svenske trubaduren Lars Demian, utgivet 2003. Samlingen består av 16 av de bästa låtarna från alla hans tidigare album samt bonuslåten "Jul hos Frälsningsarmén".

## Låtlista
1. "Pank" (från Pank) – 4:19
2. "Alkohol" (från Pank) – 4:48
3. "Änglatango" (från Pank) – 5:46
4. "På den andra sidan" (från Pank) – 4:13
5. "Stiernan och karriären" (från Pank) – 4:12
6. "Häxan" (från Lycka till...) – 5:54
7. "Det manliga beteendet" (från Lycka till...) – 3:58
8. "Sången om lögnen" (från Lycka till...) – 3:57
9. "Man får vara glad att man inte är död" (från Man får vara glad att man inte är död) – 3:58
10. "Fyllot & Miss World" (från Man får vara glad att man inte är död) – 5:07
11. "Skallen full av brännvin" (från Man får vara glad att man inte är död) – 3:35
12. "Aldrig en syster" (från Elvis & Jesus & Jag) – 3:40
13. "Vad som helst för dig" (från Sjung hej allihopa) – 3:53
14. "Strippan" (från Sjung hej allihopa) – 3:56
15. "H&M" (från Sjung hej allihopa) – 4:24
16. "Konungens skål" (från Sjung hej allihopa) – 5:22
17. "Jul hos Frälsningsarmén" (singel, 1990) – 4:24

## Produktion av samlingen
- Vikki Hart – fotografi (baksida)
- Helen Karnock – design
- Hoffe Stannow – mastering
- Lasse Stener – fotografi (omslag)

Källa